# Die Geschichte der Dienerin

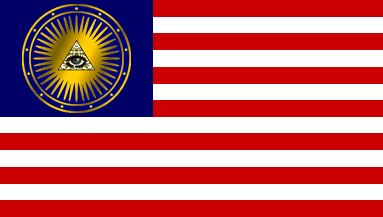
Die an die Flagge der Vereinigten Staaten angelehnte Flagge der Republik Gilead im Film

Die Geschichte der Dienerin ist eine Verfilmung des Romans Der Report der Magd (The Handmaid’s Tale) von Margaret Atwood. In einer düsteren Zukunftsvision wird ein Teil des Lebens der Bibliothekarin Kate gezeigt, die in einem religiös-fundamentalistischen Nachfolge-Teilstaat der USA gezwungen wird, ihrem Herrn ein Kind zu gebären. Die Handlung des Films orientiert sich, abgesehen vom Schluss, eng an der des Romans. Der Film startete am 15. Februar 1990 in den deutschen Kinos.

## Schauplatz
Die Republik Gilead ist aus den zerfallenen Vereinigten Staaten von Amerika hervorgegangen. Es herrschen immer noch bürgerkriegsähnliche Zustände. Die Fruchtbarkeit der Menschen ist dramatisch zurückgegangen, was zu drastischen Maßnahmen der Regierung geführt hat. Das Regime gibt sich alttestamentlich religiös, doch hinter den Kulissen herrscht dieselbe Bigotterie wie vor den großen Umwälzungen.

## Handlung
Es ist tiefster Winter. Kate hat mit ihrer kleinen Tochter und ihrem Ehemann die Grenze von Gilead erreicht. Die drei wollen den Staat illegal verlassen, werden aber von Grenzposten gestellt und beschossen. Kates Mann kommt dabei ums Leben, und Kate wird festgenommen. Das Mädchen kann in ein Dickicht entkommen. Vom weiteren Schicksal ihrer Tochter erfährt Kate zunächst nichts.
Kate wird mit vielen anderen gefangenen Frauen auf ihre Fruchtbarkeit getestet, und der Test fällt bei ihr positiv aus. Frauen mit negativem Testergebnis werden in die tödlich verseuchten „Kolonien“ abtransportiert oder öffentlich weithin sichtbar gehängt und zur Schau gestellt. Die anderen werden auf ihre zukünftige Aufgabe als Gebärerin vorbereitet. Alle bekommen ein elektronisch kontrollierbares Armband. Selbst geringster Widerstand wird von „Tante Lydia“ mit Prügeln bestraft und gebrochen. Kate freundet sich mit Moira an, die wild entschlossen ist, aus Gilead zu fliehen. Irgendwann wird den Frauen ihre blutrote Tracht zugeteilt und ein Pfarrer erteilt seinen Segen: „Hiermit weihe ich euch zu Dienerinnen des Herrn.“
Kate wird einer Familie der Oberschicht zugeteilt. Eine „Martha“ empfängt sie und erteilt die ersten Instruktionen. Kate bekommt auch einen neuen Namen. Als „Dienerin“ in diesem Haus heißt sie Offred (d. h. of Fred, zu deutsch „von Fred“ bzw. „des Fred“, also „Fred gehörend“), und Kate bringt bald in Erfahrung, dass die vorige Offred keinen guten Abschied hatte.
In den TV-Nachrichten wird über die Deportation „schwarzer Mitbürger“ ins „Heimatland 5“ berichtet. „Terroristen“ wurden gefasst, die gebärfähige Frauen über die Grenze bringen wollten. „Das Unkraut der Gottlosen wird ausgejätet. Wir gewinnen den Kampf Gottes!“
Der hohe Offizier Fred kommt nach Hause und liest zeremoniell aus dem Alten Testament (Gen 30,1–5 ). „Rahel gebar keine Kinder … und sie gab Jakob ihre Magd Belaar, und ihre Magd wurde schwanger.“
Die Schwängerungszeremonie findet auf bzw. vor dem Ehebett statt. Freds Ehefrau Serena Joy ist in die azurblaue Farbe der Ehefrauen gekleidet, Kate trägt das Rot der Dienerinnen. Serena hält die auf dem Rücken liegende Kate in ihrem Schoß, während Fred im Stehen wortlos den Geschlechtsakt vollzieht. Kate kann ihre Abscheu nicht völlig unterdrücken, und Serena weist sie zurecht: „Sei still!“ Nach dem Vollzug entfernt Fred sich, ohne irgendeine Regung zu zeigen.
Kate wird zum Einkaufen geschickt. Auf der Straße trifft sie Ofglen. Kate erfährt, dass sie eine direkte Vorgängerin hatte. Ofglen scheint völlig an ihre Rolle angepasst zu sein. Sie gibt im Gespräch fast ausschließlich die während der Ausbildung einstudierten Phrasen wieder. Vor dem Laden werden die beiden Frauen Zeuge, wie eine Dienerin unter Beifallklatschen weggebracht wird. Die Frau ist endlich schwanger.
Mit der Zeit lebt Kate sich halbwegs ein. Der Chauffeur Nick zeigt Interesse an ihr. Serena ist freundlich, wahrt aber die Distanz. Eines Tages beginnt Fred, Kontakt zu Kate außerhalb der Zeremonie zu suchen. Er versucht mit ihr zu flirten und ist dabei im Rahmen seiner Kenntnisse sogar höflich und aufmerksam.
Kate ist nach sieben Zeremonien immer noch nicht schwanger. Sie wird zurück ins Ausbildungslager gebracht, weil Fred für eine Woche nicht zuhause ist. Der Arzt vermutet, dass Fred zeugungsunfähig ist, und bietet Kate unmittelbare sexuelle „Hilfe“ an. Kate lehnt ab. Kates Freundin Janine ist ebenfalls wieder da. Sie ist schwanger und gibt sich ganz systemkonform, doch ihr Geisteszustand ist labil. Auch Moira ist wieder da. Ihr Fluchtversuch ist gescheitert.
In der Nacht überwältigen Moira und Kate „Tante Lydia“. Kate ist vorsichtig genug, ihre Identität nicht erkennen zu lassen, aber Moira misshandelt Lydia offen und beschimpft sie. Moira gelingt die Flucht in Lydias Kleidern. Kate kehrt ins Haus des Kommandanten zurück.
Fred zeigt immer mehr Interesse an Kate, und weder Serena noch Kate sind damit einverstanden, Serena aus berechtigter Eifersucht und Kate, weil sie die Rache von Serena fürchtet. Kate erfährt, dass ihre Vorgängerin nicht schwanger wurde und sich aufgehängt hat. Eines Tages spricht Serena unter vier Augen mit Kate und empfiehlt ihr, sich von Nick schwängern zu lassen. Kate fragt nach dem Kommandanten. „Dem sagen wir einfach nichts davon.“ So geschieht es, und Kate und Nick finden sogar Gefallen aneinander. Serena ist mit ihrer Offred zufrieden und findet auf deren Wunsch heraus, dass ihre Tochter in einer anderen Familie lebt. Jeglicher Kontakt zu ihr sei jedoch verboten.
Eine große Feier findet statt, denn Janine (Ofwarren) bekommt ihr Kind. Nach der Geburt kümmert sich nur noch Kate um die Gebärerin, während „Mutter“ und Kind der Mittelpunkt des Interesses sind. Ofglen gibt sich als Mitglied des Widerstands zu erkennen und sagt zu ihr, sie solle alles über ihren Kommandanten herausfinden.
Kate beginnt damit, Fred auszufragen. Er war früher Marktforscher. Als das Land angeblich im Chaos zu versinken drohte – „Schwarze, Homos, das ganze asoziale Pack“ – schloss er sich den radikalen Religiösen an, die irgendwann in einem Teil des Landes ihr Regime errichteten. Fred doziert ihr seine Weltanschauung vor, und sie lässt ihn reden.
Großer Hinrichtungstag. Eine Dienerin wird gehängt, weil sie mit Ärzten unerlaubterweise Sex gehabt haben soll. Die versammelten Dienerinnen bekommen ein Seil in die Hand und müssen die Verurteilte hochziehen. Dann wird ein schlimm verprügelter Mann gebracht, der angeblich eine schwangere Frau vergewaltigt haben soll, die dadurch das Kind verlor. Die Dienerinnen fallen zu Dutzenden über ihn her und zerreißen ihn. Ofglen erzählt Kate, dass der Mann in Wahrheit ein politischer Häftling war. Während die Versammlung sich zerstreut, explodiert eine Autobombe. Die Widerständlerin sagt Kate, dass sie sich bereithalten soll, den Kommandanten gegebenenfalls umzubringen.
Fred hat Kate ein Abendkleid und alles Dazugehörende mitgebracht. Kate ahnt, was Fred vorhat, aber sie hat selbst die kleinste Annehmlichkeit so lange entbehren müssen, dass sie sich zu ein bisschen Luxus verführen lässt. Er fährt mit ihr in einen Nachtclub, wo halbnackte Frauen und Männer in Reizwäsche Alkohol servieren. Auch Moira ist unter den Tänzerinnen. Kate folgt ihr auf die Toilette. „Du siehst aus wie die Hure von Babylon.“ Die beiden umarmen einander. Moira wurde verraten, an der Grenze aufgegriffen und gefoltert. Moira zog das Arbeiten im Nachtclub den Kolonien vor, weil es Schnaps und Drogen umsonst gibt. „Hier gibt’s jede Menge Frauen. Das ist doch was“, sagt die lesbische Moira. Kate entdeckt, dass Moiras Hände verkrüppelt sind. „Ja, das konnten sie nicht lassen. Du weißt doch, Hände und Füße brauchen wir nicht für unsere Zwecke.“
Kate und Fred tanzen zu melancholischer Musik. Er ist verliebt oder gibt es zumindest vor, bringt sie auf ein Zimmer und hat Geschlechtsverkehr mit ihr – erstmals außerhalb der Zeremonie. Kate nimmt es mit steinernem Gesicht hin.
Nick bringt das Paar nach Hause. Später macht er Kate Vorwürfe. Sie ist der Meinung, keine andere Wahl gehabt zu haben, weil sie schwanger ist. Sie will Fred das Kind nicht überlassen, sondern mit Nick über die Grenze fliehen.
Kate findet in ihrem Zimmer ein Klappmesser und einen Zettel, auf dem ein Zeitpunkt genannt ist („Morgen Abend, 10 Uhr“). Als Kate Ofglen auf der Straße wegen des Messers ansprechen will, stellt sie gerade noch rechtzeitig fest, dass sie eine neue Ofglen vor sich hat.
Serena ist außer sich. Sie hat Freds Geschenke bei Kate gefunden. In den Fernsehnachrichten prahlt Fred mit den Erfolgen, das Land vom Abschaum zu befreien.
Kate grübelt die halbe Nacht. Endlich kommt Kommandant Fred nach Hause. Kate sucht ihn gegen 10 Uhr unaufgefordert in seinem Zimmer auf und bittet ihn um Hilfe. Fred hat den Fehltritt seiner Ehefrau gestanden. „Mir blieb nichts anderes übrig.“ Er bedankt sich mit wohlgesetzten Worten bei Kate. Sie habe ihm viel Kraft verliehen, aber helfen kann oder will er ihr nicht. Kate ist angewidert von seiner Scheinheiligkeit. Als er sie für einen Kuss an sich zieht, schneidet sie ihm mit dem Klappmesser eine Halsschlagader und die Kehle durch. Beide stürzen zu Boden, Kate flüchtet. Fred bleibt im Schock liegen und verblutet.
Kate läuft zwei Bewaffneten in die Arme und wird abgeführt. Wenig später findet Serena ihren toten Mann. Nick befiehlt, Kate wegzubringen. Zunächst glaubt sie, er mache gemeinsame Sache mit den Milizen, aber dann erkennt sie, dass sie Widerständler vor sich hat. Kate wird weggebracht, während Nick zurückbleibt, um weiter für den Widerstand zu kämpfen und den Versuch zu machen, Kates Tochter zu befreien.
In den Fernsehnachrichten werden weitere Erfolge des Regimes bekanntgegeben. Das letzte Interview des toten Kommandanten wird noch einmal ausgestrahlt.
Kate wohnt jetzt in einem Wohnwagen in den Bergen. Sie wird gelegentlich versorgt und wartet auf die Geburt ihres zweiten Kindes. Sporadisch bekommt sie Nachricht von Nick und ist zuversichtlich, eines Tages auch ihre Tochter wiederzusehen. „Und sie wird sich an mich erinnern.“

## Auszeichnungen
- Der Film gewann 1991 einen GLAAD Media Award als Outstanding Film.
- Natasha Richardson gewann 1991 einen Evening Standard British Film Award in der Kategorie Best Actress.

## Kritiken
Hellmuth Karasek schreibt in seiner Kritik 1990 im  Spiegel über die Romanverfilmung: „Hier, in der schonungslosen Beobachtung heimlicher und unheimlicher Verbindungen entsteht die kühle und komische Spannung dieses Films. Hinter der Oberfläche einer ‚Brave New World‘ werden die verqueren Bedingungen sichtbar, unter denen das geschlechtliche Zusammenleben in den Wohlstandsreservaten des American Way of Life stattfindet.“ Der Film richte „seinen Blick nur scheinbar in eine weite Zukunft. Wer sehen will, wird es nicht schwer haben, einen Blick auf heute herrschende Verhältnisse zu riskieren.“
Die Redaktion von prisma schrieb: „Volker Schlöndorff inszenierte den Bestseller von Margaret Atwood in betont steriler und beklemmender Atmosphäre. Aber er geht das Thema zu zaghaft an, dass sich nicht nur US-Kritikerpapst Roger Ebert am Ende fragte, was der Film uns eigentlich sagen will.“